# Anne van de Wiel
Anne van de Wiel (Breda, 4 juni 1997) is een Nederlands atlete. Zij is gespecialiseerd in de zevenkamp. Van de Wiel won in deze meerkamp nationale titels in 2019 en 2020. Sinds 2023 richt zij zich uitsluitend op de langere sprintonderdelen en maakt sindsdien deel uit van de nationale selectie voor de 4 × 400 m estafette. Als lid van deze selectie veroverde zij de gouden medaille op de Europese kampioenschappen in 2024.

## Biografie
Van de Wiel werd geboren in Breda. Haar tweelingzus Myke is ook atleet. Van de Wiel studeerde sociologie aan de Erasmus Universiteit. Samen met haar zus verhuisde ze naar Rotterdam om aldaar te trainen.

### Eerste successen
Van de Wiel behaalde haar eerste zilveren medaille op de zevenkamp in Utrecht in 2017.  Twee jaar later werd ze voor de eerste keer nationaal kampioene op de Nederlandse kampioenschappen in Den Haag met een totaal aantal punten van 5712. Op de Nederlandse indoorkampioenschappen meerkamp behaalde Van de Wiel een bronzen medaille en deed ze aan individuele afstanden mee. Bij het verspringen eindigde ze als achtste en op de 200 m als vierde. In september 2020 werd Van de Wiel nogmaals nationaal kampioene op de NK in Emmeloord met een score van 5756 punten.
Van de Wiel reisde als reserve mee naar de Olympische Spelen in Tokio, maar kwam niet in actie. Op de 400 m van de NK in 2022 in Apeldoorn eindigde ze op de derde plaats. Een jaar later veroverde zij zilver op de 400 m horden op de NK in Breda.

### Goud op EK 2024
In 2024 maakte Van de Wiel deel uit van het Nederlandse estafetteteam op de 4 × 400 m tijdens de EK in Rome. Aangezien Femke Bol en Lieke Klaver eerder al op de gemengde estafette in actie waren gekomen, Klaver vervolgens op de individuele 400 m brons had veroverd en Bol en Cathelijn Peeters later die dag de finale 400 m horden zouden lopen, werden die voor de series 4 × 400 m gespaard en moesten de overige 400 meterloopsters, te weten Eveline Saalberg, Anne van de Wiel, Myrte van der Schoot en Lisanne de Witte die zien te overleven. Dat lukte. Na een felle eindsprint finishte slotloopster De Witte als derde, waarmee de finale was bereikt. De volgende dag veroverden Klaver, Peeters, de Witte en Bol de titel.
Later dat jaar werd Van de Wiel uitgezonden naar de Olympische Spelen van Parijs, waar zij overigens, net als drie jaar eerder in Tokio, niet in actie kwam.

### Internationale kampioenschappen
| Onderdeel | Titel              | Jaar |
| --------- | ------------------ | ---- |
| 4 x 400 m | Europees kampioene | 2024 |

### Nederlandse kampioenschappen
Outdoor
| Onderdeel   | Jaar       |
| ----------- | ---------- |
| zevenkamp   | 2019, 2020 |
| 400m horden | 2025       |

## Persoonlijke records
Outdoor
| Onderdeel    | Prestatie          | Datum            | Plaats        |
| ------------ | ------------------ | ---------------- | ------------- |
| 100 m        | 11,81 s (+0,7 m/s) | 4 juli 2021      | Heerhugowaard |
| 200 m        | 23,68 s (+0,7 m/s  | 4 juli 2021      | Heerhugowaard |
| 300 m        | 37,79 s            | 1 mei 2024       | Lisse         |
| 400 m        | 52,54 s            | 25 mei 2024      | Brussel       |
| 100 m horden | 13,59 s (+1,9 m/s) | 30 mei 2019      | Vught         |
| 400 m horden | 57,28 s            | 20 mei 2024      | Tilburg       |
| zevenkamp    | 5756 p             | 6 september 2020 | Emmeloord     |

Indoor
| Onderdeel   | Prestatie | Datum            | Plaats    |
| ----------- | --------- | ---------------- | --------- |
| 60 m        | 7,60 s    | 27 januari 2024  | Apeldoorn |
| 200 m       | 23,75 s   | 18 februari 2024 | Apeldoorn |
| 400 m       | 53,79 s   | 25 januari 2025  | Apeldoorn |
| 60 m horden | 8,43 s    | 13 februari 2022 | Apeldoorn |
| vijfkamp    | 4154 p    | 9 februari 2020  | Apeldoorn |

### Prestatieontwikkeling
| Jaar | 200 m    | 400 m | 800 m      | 100 m horden | 400 m horden | zevenkamp |
| ---- | -------- | ----- | ---------- | ------------ | ------------ | --------- |
| 2013 | 26,98    | -     | -          | -            | -            | -         |
| 2014 | 26,36    | -     | 2.30,67    | -            | -            | -         |
| 2015 | 25,37    | 59,52 | 2.31,57(i) | 14,94        | -            | -         |
| 2016 | 25,25    | -     | 2.30,03(i) | 14,59        | 61,44        | 4979      |
| 2017 | 24,72    | -     | 2.24,25    | 14,17        | 62,76        | 5287      |
| 2018 | 24,80    | -     | 2.22,37    | 14,25        | 61,39        | 5237      |
| 2019 | 24,20    | -     | 2.15,69    | 13,59        | -            | 5712      |
| 2020 | 24,00    | -     | 2.18,20(i) | 13,62        | -            | 5756      |
| 2021 | 23,68    | 53,46 | 2.13,27    | 13,63        | -            | 5744      |
| 2022 | 24,02    | 53,47 | 2.14,72    | 13,70        | 59,25        | 5732      |
| 2023 | 24,32    | 53,92 | -          | -            | 57,55        | -         |
| 2024 | 23,75(i) | 52,54 | -          | -            | 57,28        | -         |
| 2025 | 23,82(i) | 53,20 | -          | -            | 57,01        | -         |

## Palmares

### 60 m
- 2021: 7e NK indoor – 7,63 s (in serie 7,61 s)

### 200 m
- 2017: 4e NK indoor – 25,45 s (in serie 24,92 s)
- 2020: 4e NK indoor – 24,51 s (in serie 24,40 s)
- 2024: 4e NK indoor – 24,11 s (in serie 23,75 s)
- 2025:  NK indoor – 23,97 s (in serie 23,82 s)

### 300 m
- 2024:  Ter Specke Bokaal in Lisse – 37,79 s

### 400 m
- 2021: 4e NK – 53,46 s
- 2022:  NK – 54,08 s
- 2024: 5e NK – 53,30 s
- 2025: 4e FBK Games (tal. progr.) - 53,52 s

### 60 m horden
- 2019: 6e NK indoor – 8,61 s

### 400 m horden
- 2023:  NK – 57,55 s
- 2024:  Harry Schulting Games in Vught – 58,09 s
- 2025:  NK – 57,29 s

### vijfkamp
- 2018: 4e NK indoor - 3716 p
- 2019: 5e NK indoor - 3865 p
- 2020:  NK indoor - 4154 p
- 2021:  NK indoor - 4148 p

### zevenkamp
- 2017:  NK – 5287 p
- 2018:  NK – 5237 p
- 2019:  NK – 5712 p
- 2020:  NK – 5756 p

### 4 × 400 m
- 2021: 6e EK voor landenteams in Cluj-Napoca – 3.34,41
- 2024:  EK - 3.22,39[16]